# Joanni Perronet
Joanni Maurice Perronet (París, 19 de octubre de 1877-París, 1 de abril de 1950) fue un deportista francés que compitió en esgrima, especialista en la modalidad de florete. Participó en los Juegos Olímpicos de Atenas 1896, obteniendo una medalla de plata en la prueba individual profesional.

## Palmarés internacional
| Juegos Olímpicos | Juegos Olímpicos | Juegos Olímpicos | Juegos Olímpicos               |
| Año              | Lugar            | Medalla          | Prueba                         |
| ---------------- | ---------------- | ---------------- | ------------------------------ |
| 1896             | Atenas (Grecia)  | Medalla de plata | Florete individual profesional |